# سولفید کروم (III)
سولفید کروم(III) (به انگلیسی: Chromium(III) sulfide) با فرمول شیمیایی Cr۲S۳ یک ترکیب شیمیایی با شناسه پاب‌کم ۱۵۹۳۹۷ است. که جرم مولی آن ۲۰۰٫۱۹ g/mol می‌باشد. شکل ظاهری این ترکیب، پودر قهوه‌ای و سیاه است.